# 広島県道328号志和口向原線
広島県道328号志和口向原線（ひろしまけんどう328ごう しわぐちむかいはらせん）は、広島県広島市安佐北区から安芸高田市に至る一般県道である。

## 概要
広島市安佐北区白木町大字小越（おこえ）から安芸高田市向原町保垣に至る。

### 路線データ
- 起点：広島市安佐北区白木町大字小越（広島県道46号東広島白木線交点）
- 終点：安芸高田市向原町保垣（広島県道80号東広島向原線交点）
- 総延長：7.08 km

## 路線状況
起点 - 広島市安佐北区・安芸高田市境間は大型車の通行が困難。広島県道37号広島三次線に迂回したほうが無難。

## 地理

### 通過する自治体
- 広島市（安佐北区）
- 安芸高田市

### 交差する道路
| 交差する道路             | 市町村名   | 市町村名   | 交差する場所             | 交差する場所 |
| ------------------------ | ---------- | ---------- | ------------------------ | ------------ |
| 広島県道46号東広島白木線 | 広島市     | 安佐北区   | 白木町大字小越（おこえ） | 起点         |
| 広島県道80号東広島向原線 | 安芸高田市 | 安芸高田市 | 向原町保垣               | 終点         |

### 沿線
- 有保簡易郵便局